# Megaron
Megaron (gr.: 'stor hal') er en klassisk arkitektonisk grundform eller plantype for bygninger fra minoisk-mykensk kultur. Det er et kvadratisk eller rektangulært rum, almindeligvis med fire søjler, som bærer Taget og med sidevægge, som skyder frem og danner en portal.
Megaron er en klassisk hustype i Hellas og bliver af mange anset som at være forløberen til cella i det doriske tempel.
En af de mest kendte megaroner er kongens store modtagelseshal i paladset i Tiryns. Hovedrummet her havde en trone mod højre væg og et ildsted mellem fire minoiske træsøjler i midten. En anden er Odysseus' megaron, som er vel beskrevet i Odysseen.